# Gföhl
Gföhl osztrák város Alsó-Ausztria Kremsvidéki járásában. 2025 januárjában 3848 lakosa volt. 

## Elhelyezkedése

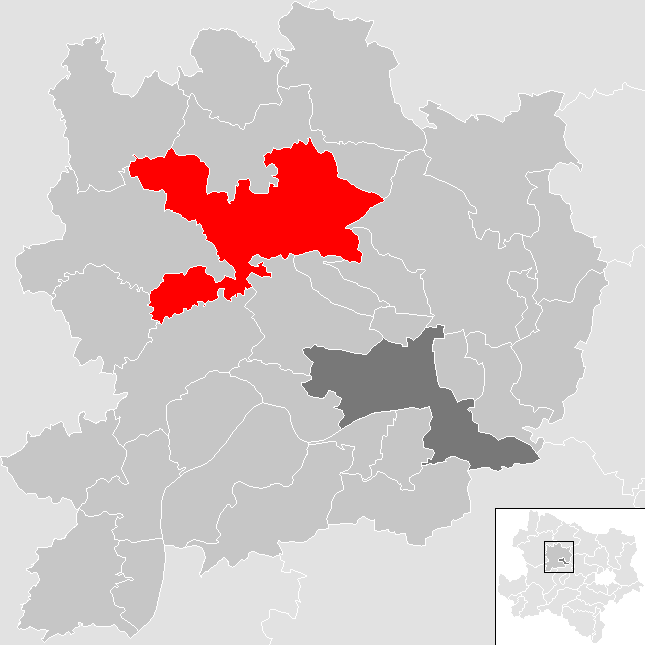
Gföhl a Kremsvidéki járásban

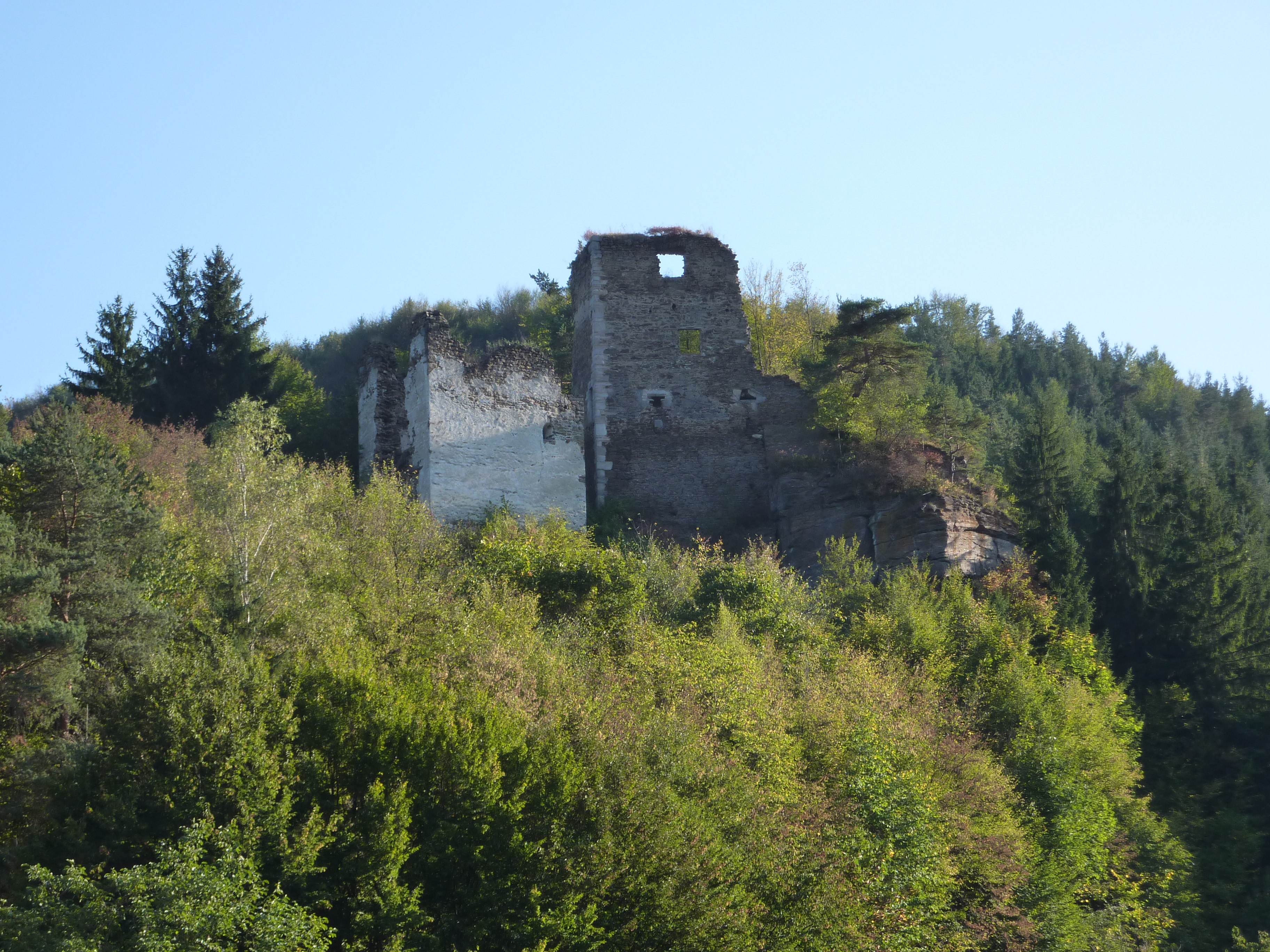
Hohenstein vára

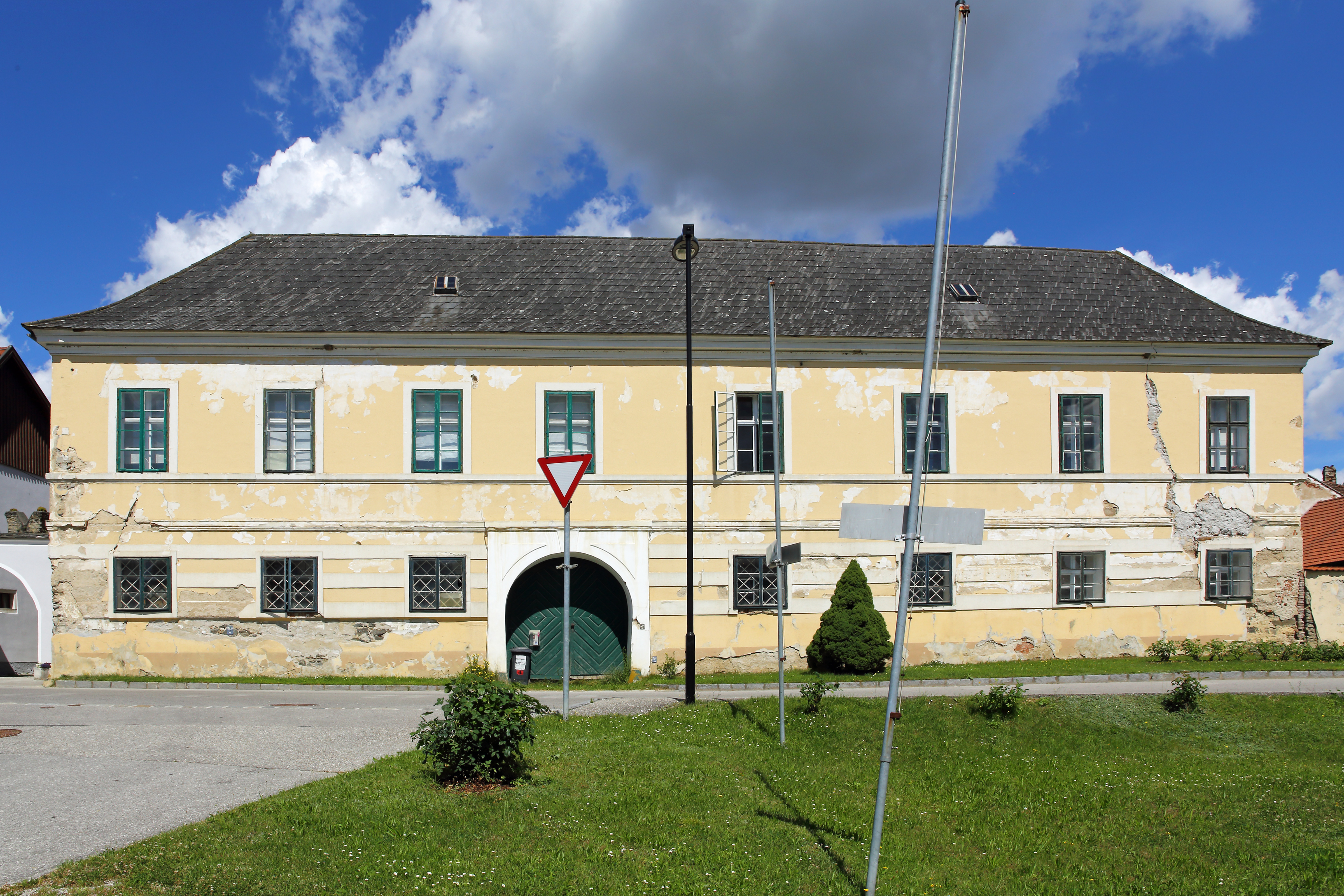
A fellingi kastély

Gföhl a tartomány Waldviertel régiójában fekszik a Krems völgyétől északra fekvő gneiszfennsíkon, a Gföhli-erdő délnyugati részén. Területének 46,6%-a erdő, 46,9% áll mezőgazdasági művelés alatt. Az önkormányzat 19 települést egyesít: Felling (106 lakos 2025-ben), Garmanns (63), Gföhl (2329), Gföhleramt (270), Großmotten (113), Grottendorf (42), Hohenstein (64), Lengenfelderamt (29), Litschgraben (20), Mittelbergeramt (50), Moritzreith (127), Neubau (33), Ober-Meisling (81), Rastbach (86), Reisling (53), Reittern (93), Seeb (98), Unter-Meisling (170) és Wurfenthalgraben (21).
A környező önkormányzatok: északra Jaidhof, keletre Langenlois, délkeletre Lengenfeld, délre Weinzierl am Walde, Senftenberg, és Droß, délnyugatra Albrechtsberg an der Großen Krems, nyugatra Lichtenau im Waldviertel, északnyugatra Rastenfeld.

## Története
Bronzkori leletek bizonyítják, hogy Gföhl vidéke régóta lakott. Nevét először 1180 körül említik. A 14. században megnőtt a gazdasági jelentősége, mert a hercegi birtoknak számító Gföhli-erdőben jól megközelíthető, központi helyen feküdt. Valamikor 1362 előtt hercegi vámszedőhely létesült itt, 1493-ban III. Frigyes császár mezővárosi jogokat és címert adományozott neki. 
Az osztrák hercegek gyakran elzálogosították a települést és az erdőt, többek között Friedrich és Heinrich von Wallseenek, Heidenreich von Maissaunak vagy a Hans és Leopold von Neidegg testvéreknek. 1608-ban eladták Lazarus Henckel von Donnersmarknak. Többszöri tulajdonosváltás után 1884-ben Wilhelm Ritter von Gutmann megszerzi a korábbi gföhli uradalmi erdőt, majd 1900-ban a birtok Max Ritter von Gutmann bányatanácsos tulajdonába kerül. 1849-ben járásbírósági központ lett, de a hatóságot 1992-ben a Krems an der Donau-i járásbírósághoz csatolták. 
Gföhl eredetileg a meislingi egyházközséghez tartozott, amelytől a 17. században önállósodott. Templomát 1327-ben említik először, de a 17. század közepén új templomot építettek, a mai Szt. András-templomot pedig 1715 és 1720 között emelték.
Gföhl önkormányzatát 1989-ben emelték városi rangra.

## Lakosság
A gföhli önkormányzat területén 2025 januárjában 3848 fő élt. Lakosságszáma 1869 óta 4000 körül mozog. 2022-ben az ittlakók 96%-a volt osztrák állampolgár; a külföldiek közül 0,7% a régi (2004 előtti), 1,8% az új EU-tagállamokból érkezett. 0,5% a volt Jugoszlávia (Horvátország és Szlovénia kivételével) vagy Törökország; 1% egyéb ország polgára volt. 2001-ben a lakosok 94,4%-a római katolikusnak, 0,7% evangélikusnak, 0,2% ortodoxnak, 0,3% mohamedánnak, 2,7% pedig felekezeten kívülinek vallotta magát. Ugyanekkor 5 magyar élt a városban; a legnagyobb nemzetiségi csoportot a német anyanyelvűeken (97,8%) kívül a csehek alkották 10 fővel.  
A népesség változása:

| 2016 | 3 716 |
| 2018 | 3 783 |

## Látnivalók
- Hohenstein várának romjai
- a fellingi kastély
- a rastbachi kastély
- a gföhli Szt. András-plébániatemplom
- a rastbachi Szt. Pongrác-plébániatemplom